# Cyanotis
Cyanotis és un gènere de planta perenne, amb 55 espècies acceptades, que pertany a la família de les Commelinàcies.

## Distribució
Regions tropicals i subtropicals del Vell Món.

## Taxonomia
Cyanotis D. Don va ser descrita per David Don (D. Don) i publicada a Prodromus Florae Nepalensis 45. 1825.
Etimologia
Cyanotis: nom genèric que prové del grec clàssic Kuanos (κυανός) = blau, i -otis = orellut, en referència al color de les seves flors.
Sinonímia
- Amischophacelus R.S. Rao & Kammathy

## Espècies acceptades
Hi ha 131 espècies de Cyanotis descrites, de les quals 55 estan acceptades a The Plant List:
| - Cyanotis adscendens Dalzell - Cyanotis ake-assii Brenan - Cyanotis angusta C.B.Clarke - Cyanotis arachnoidea C.B.Clarke - Cyanotis arcotensis R.S.Rao - Cyanotis axillaris (L.) D.Don ex Sweet - Cyanotis barbata D.Don - Cyanotis beddomei (Hook.f.) Erhardt, Götz & Seybold - Cyanotis burmanniana Wight - Cyanotis caespitosa Kotschy & Peyr. - Cyanotis cerifolia R.S.Rao & Kammathy - Cyanotis ceylanica Hassk. - Cyanotis cristata (L.) D.Don - Cyanotis cucullata (Roth) Kunth - Cyanotis cupricola J.Duvign. - Cyanotis dybowskii Hua - Cyanotis fasciculata (B.Heyne ex Roth) Schult. & Schult.f. - Cyanotis flexuosa C.B.Clarke - Cyanotis foecunda DC. ex Hassk. | - Cyanotis ganganensis Schnell - Cyanotis grandidieri H.Perrier - Cyanotis hepperi Brenan - Cyanotis homblei De Wild. - Cyanotis karliana Hassk. - Cyanotis lanata Benth. - Cyanotis lapidosa E.Phillips - Cyanotis longifolia Benth. - Cyanotis longifolia var. gracilis (Schnell) Schnell - Cyanotis longifolia var. rupicola (Schnell) Schnell - Cyanotis loureiroana (Schult. & Schult.f.) Merr. - Cyanotis lourensis Schnell - Cyanotis minima De Wild. - Cyanotis nilagirica Hassk. - Cyanotis nyctitropa Deflers - Cyanotis obtusa (Trimen) Trimen - Cyanotis pachyrrhiza Oberm. - Cyanotis paludosa Brenan | - Cyanotis papilionacea (Burm.f.) Schult. & Schult.f. - Cyanotis pauciflora A.Rich. - Cyanotis pedunculata Merr. - Cyanotis pilosa Schult. & Schult.f. - Cyanotis polyrrhiza Hochst. ex Hassk. - Cyanotis racemosa B.Heyne ex Hassk. - Cyanotis repens Faden & D.M.Cameron - Cyanotis repens subsp. robusta Faden & D.M.Cameron - Cyanotis reutiana Beauverd - Cyanotis robusta Oberm. - Cyanotis scaberula Hutch. - Cyanotis somaliensis C.B.Clarke - Cyanotis speciosa (L.f.) Hassk. - Cyanotis thwaitesii Hassk. - Cyanotis tuberosa (Roxb.) Schult. & Schult.f. - Cyanotis vaga (Lour.) Schult. & Schult.f. - Cyanotis vaginata Wight - Cyanotis villosa (Spreng.) Schult. & Schult.f. |

## Galeria d'espècies

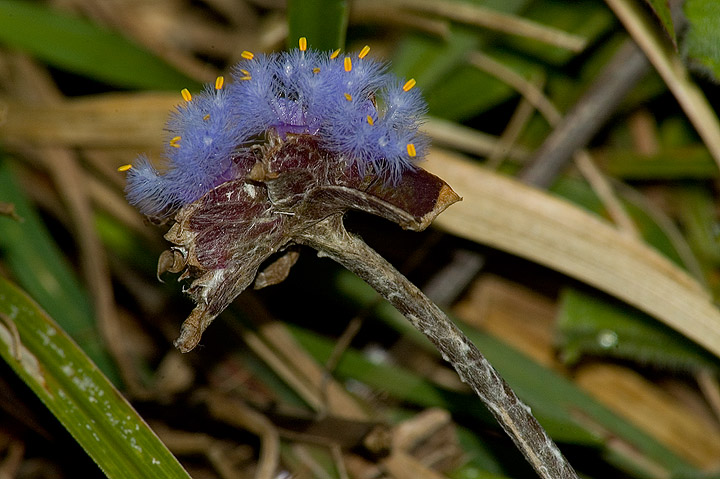
C. arachnoidea
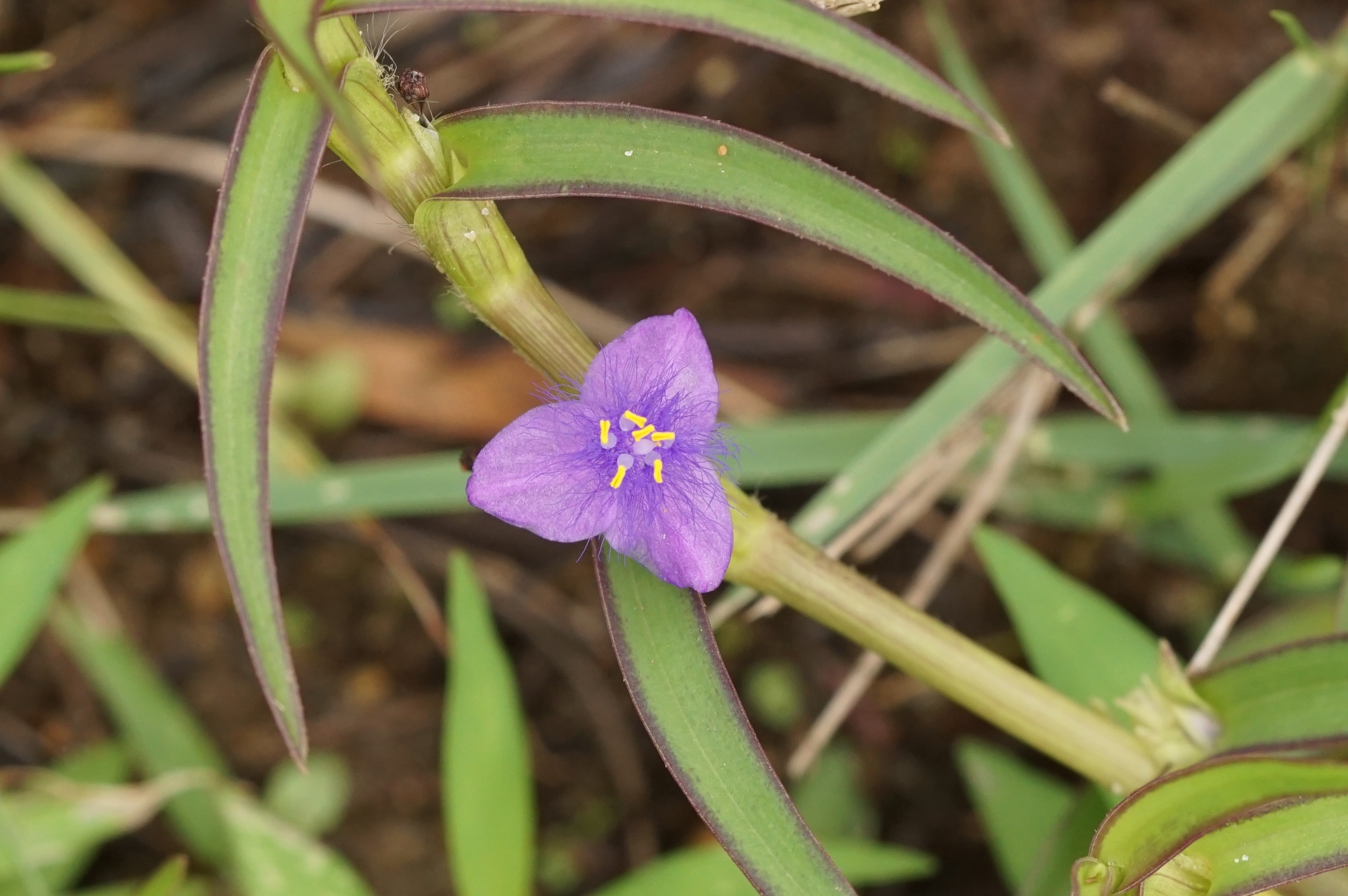
C. axillaris
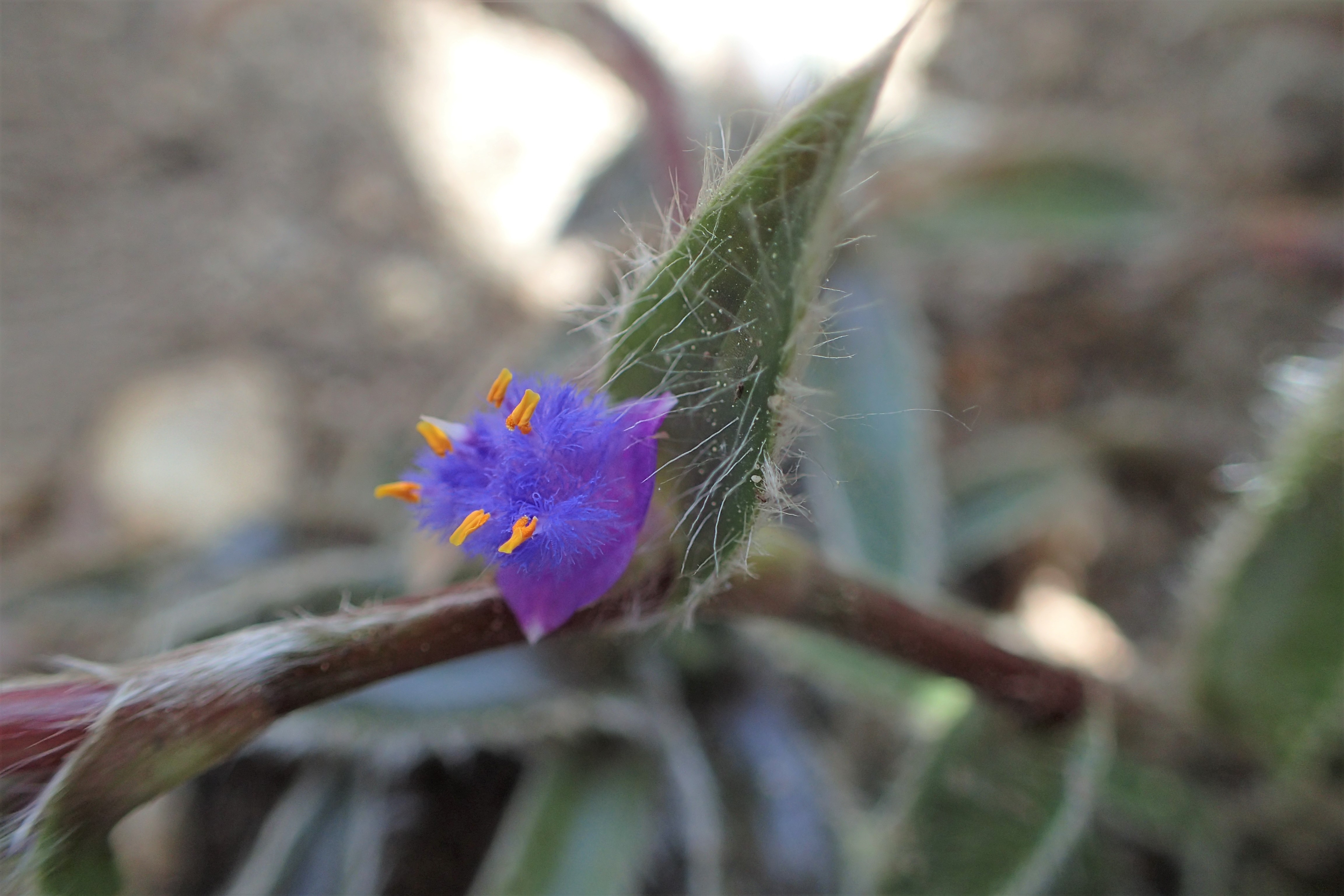
C. beddomei
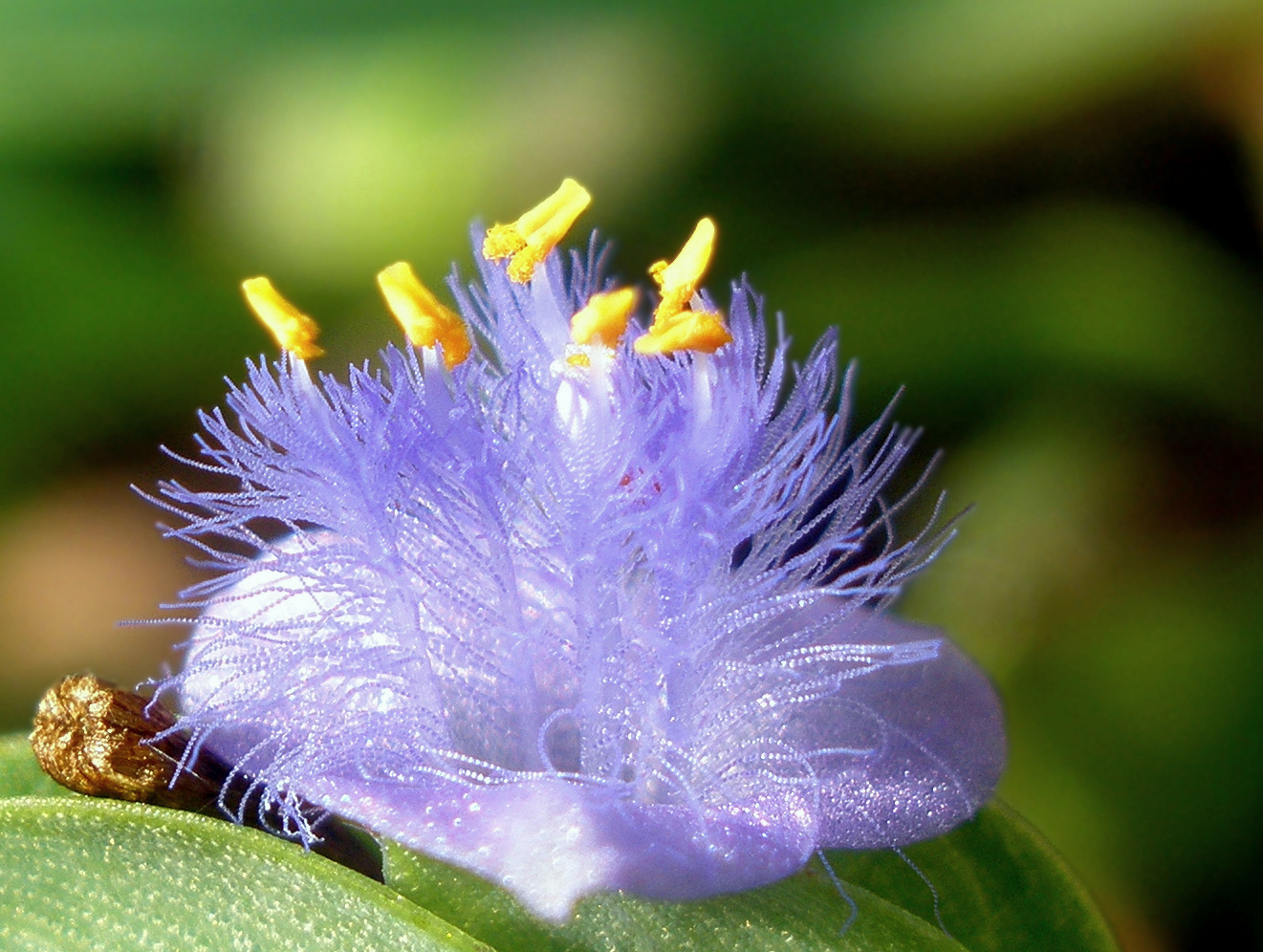
C. cristata
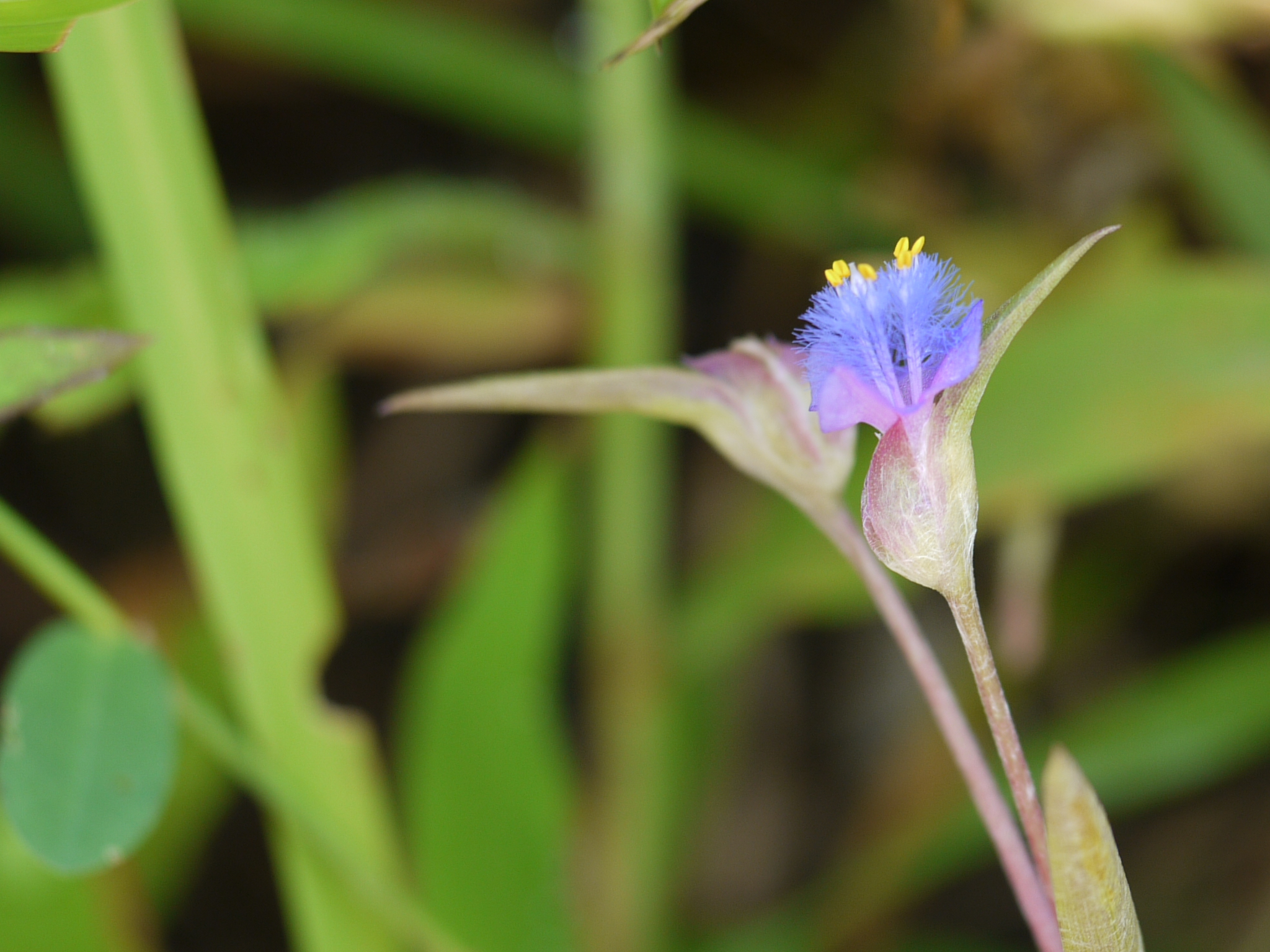
C. fasciculata
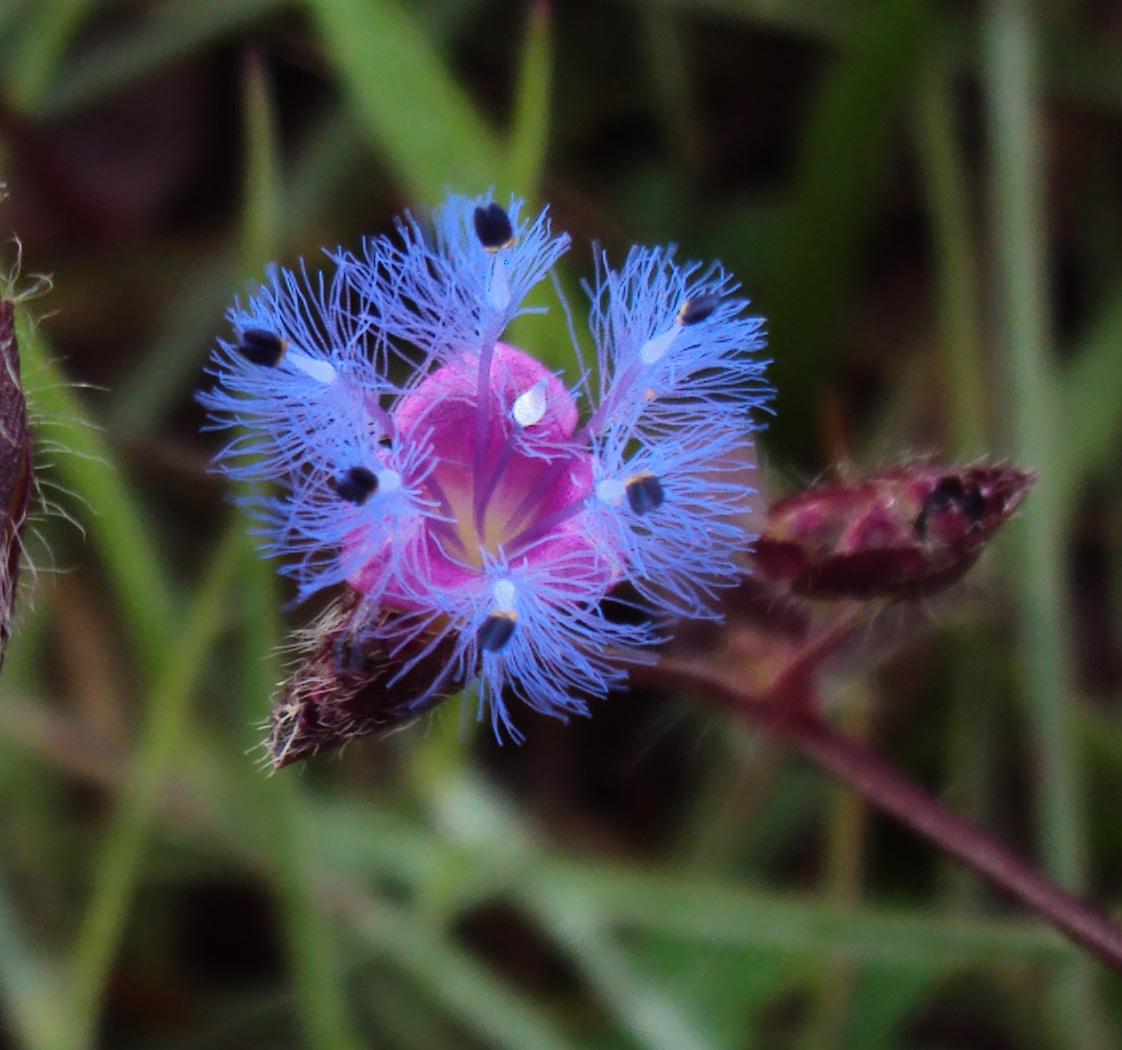
C. papilionacea
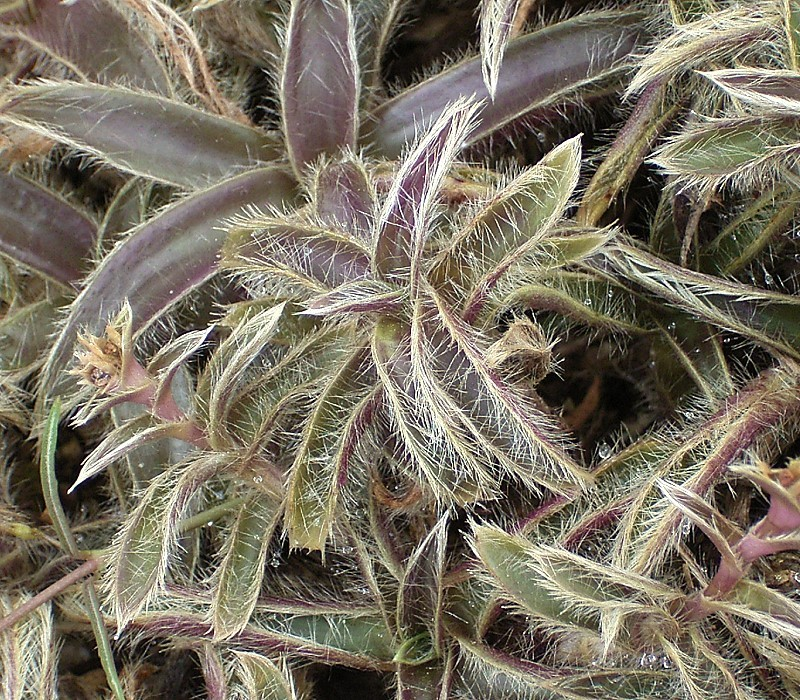
C. somaliensis
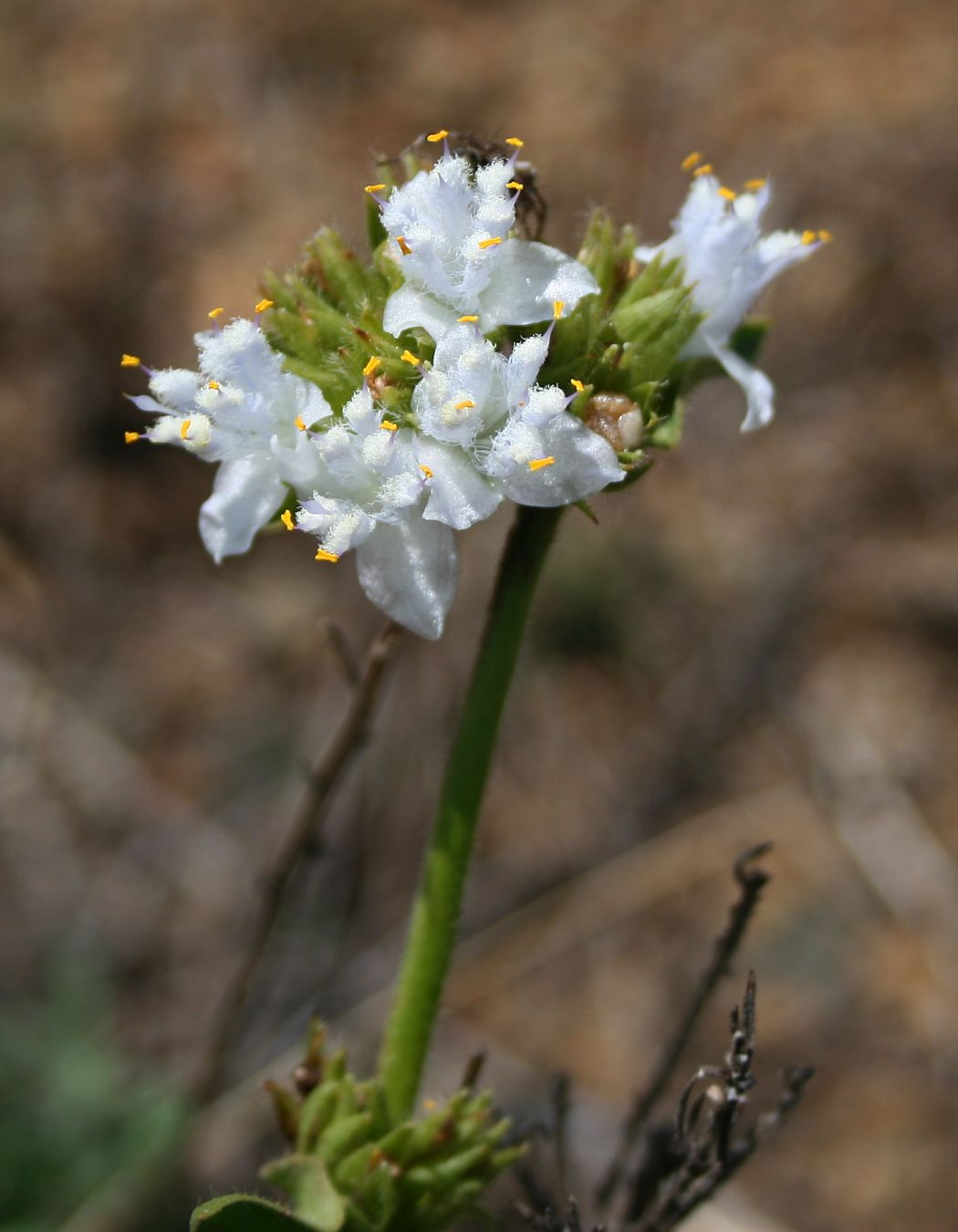
C. speciosa
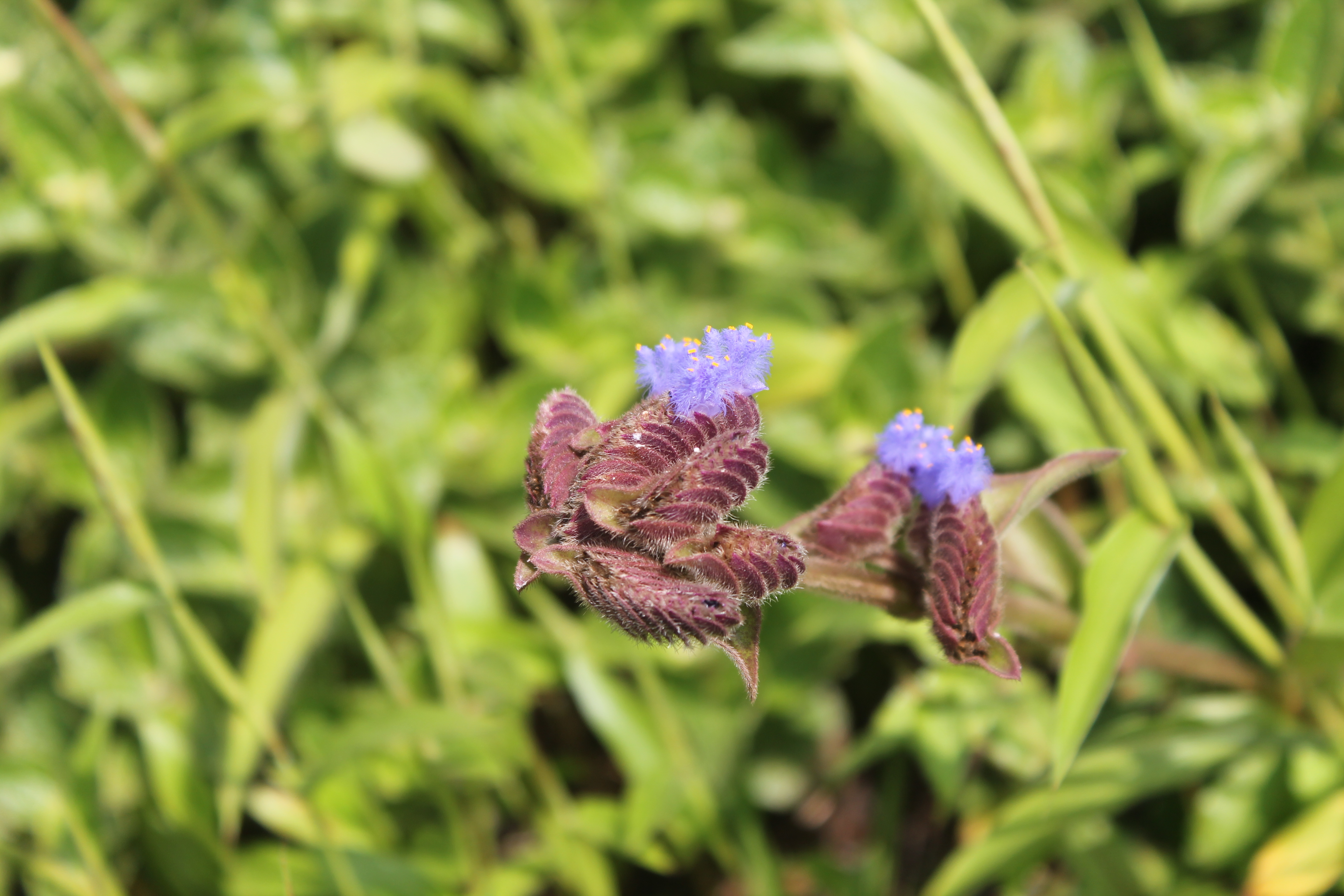
C. tuberosa